# Etheostoma flabellare
Etheostoma flabellare és una espècie de peix de la família dels pèrcids i de l'ordre dels perciformes.

## Morfologia
Els mascles poden assolir els 8,4 cm de longitud total.

## Reproducció
Els ous són agrupats a sota d'una pedra i protegits pel mascle.

## Alimentació
Els adults mengen mosquits, larves de tricòpters, isòpodes i amfípodes.

## Hàbitat
És un peix d'aigua dolça, bentopelàgic i de clima temperat (4 °C-18 °C; 46°N-34°N).

## Distribució geogràfica
Es troba a Nord-amèrica: les conques atlàntiques, dels Grans Llacs d'Amèrica del Nord i del riu Mississipi des del sud del Quebec fins a Minnesota, Carolina del Sud, el nord d'Alabama i el nord-est d'Oklahoma.